# Карвальо, Фабио
Фабио «Алиреза» Карвальо дос Сантос (англ. Fábio "Alireza" Carvalho dos Santos перс.  فابیو کاروالیو‎; 26 апреля 1978, Рио-де-Жанейро, Бразилия) — бразильский и иранский футболист, вратарь клуба «Эстеглаль Мелли Ахваз».

## Карьера

### Клубная
Профессиональную карьеру начал в «Америке» из Рио-де-Жанейро, в 2001—2002 годах отдавался в аренду в «Спорт Ресифи». После нескольких лет в своей родной стране он переезжает на полгода в Испанию, где выступает за Матаро. В 2005—2006 годах выступал за португальский «Эшторил-Прая». После чего перебрался в Иран. В 2006 году Карвалью подписал 2-летний контракт с команда иранской Про-лиги «Зоб Ахан», перейдя из клуба португальской Сегунды «Эшторил-Прая». В Иране Карвальо известный как Фабио, стал любимцем среди болельщиков «Зоб Ахана». После жесткой конкуренцией со стороны африканского коллеги Энди Исса, Фабио переехал во второй дивизион иранского футбола, Азадеган Лигу. В сезоне 2008/2009 он подписал 2-летний контракт с клубом Азагедан лиги Алюминиум Арак, которую тренировал Джавад Заринче. В том же сезоне он был назван лучшим вратарем Азадеган Лиги 1 (второй дивизион Ирана). В 2009 году Фабио Карвалью присоединился к клубу «Мес Рафсанжан» к концу конца сезона, и благодаря отбитым пенальти, он помог своему клубу выйти в полуфинал Кубка Хазфи.

## Личная жизнь
Во время выступления в Иране он заинтересовался культурой страны. Вскоре он принял ислам и женился на иранке Симин Джафари, когда он выступал в клубе «Зоб Ахан» из Исфахана. У них есть дочь, Изабелла Джафари Карвальо дос Сантос. Фабио сменил своё имя на «Алиреза» после обращения в ислам шиитского толка.